# Sam De Graeve
Sam De Graeve (1970) is een Belgisch journalist, cartoonist en columnist. Hij was van 2010 tot 2011 hoofdredacteur van het blad Humo.

## Biografie
De Graeve werd geboren als zoon van Knack-cartoonist Jan de Graeve, beter bekend onder diens pseudoniem "Ian". Sam De Graeve studeerde Germaanse Talen en werd daarna leraar. Hij schreef en tekende voor diverse kranten, magazines (Libelle, Menzo, Ons Erfdeel en Dag Allemaal) en werkte voor alle Vlaamse televisiezenders. Hij had een maandelijkse column in de krant De Standaard en was eindredacteur voor de tv-quiz De Slimste Mens ter Wereld.
In april 2010 werd De Graeve co-hoofdredacteur van het blad Humo, samen met Jörgen Oosterwaal. In september van datzelfde jaar kondigde Oosterwaal zijn ontslag aan, waarna De Graeve achterbleef als enige hoofdredacteur. Enkele weken later kreeg hij versterking van ex-Humo-journalist Jan Antonissen binnen de hoofdredactie. In september 2011 kondigde ook De Graeve zijn ontslag bij HUMO aan. Hij werd opgevolgd door Bart Vanegeren.
Hij werd creatief directeur bij Woestijnvis, dat hij in 2017 verliet. In 2018 werd hij "crossmediaal uitgever" bij uitgeverij Borgerhoff & Lamberigts.
De Graeve maakte ook de documentaire, De waanzin van het detail met regisseur Luc Lemaître over schilder Sam Dillemans. Hiervoor ontvingen ze in 2008 de Fipa D'Or.
In 2009 publiceerde hij zijn boek, Reizen met dochters, uitgegeven bij uitgeverij Vrijdag. In Dag vader, (2021) schrijft hij een ontroerende brief aan zijn vader over hun gemeenschappelijke reis langs de Muur van Hadrianus.